# Magyarország és Lengyelország kapcsolatai

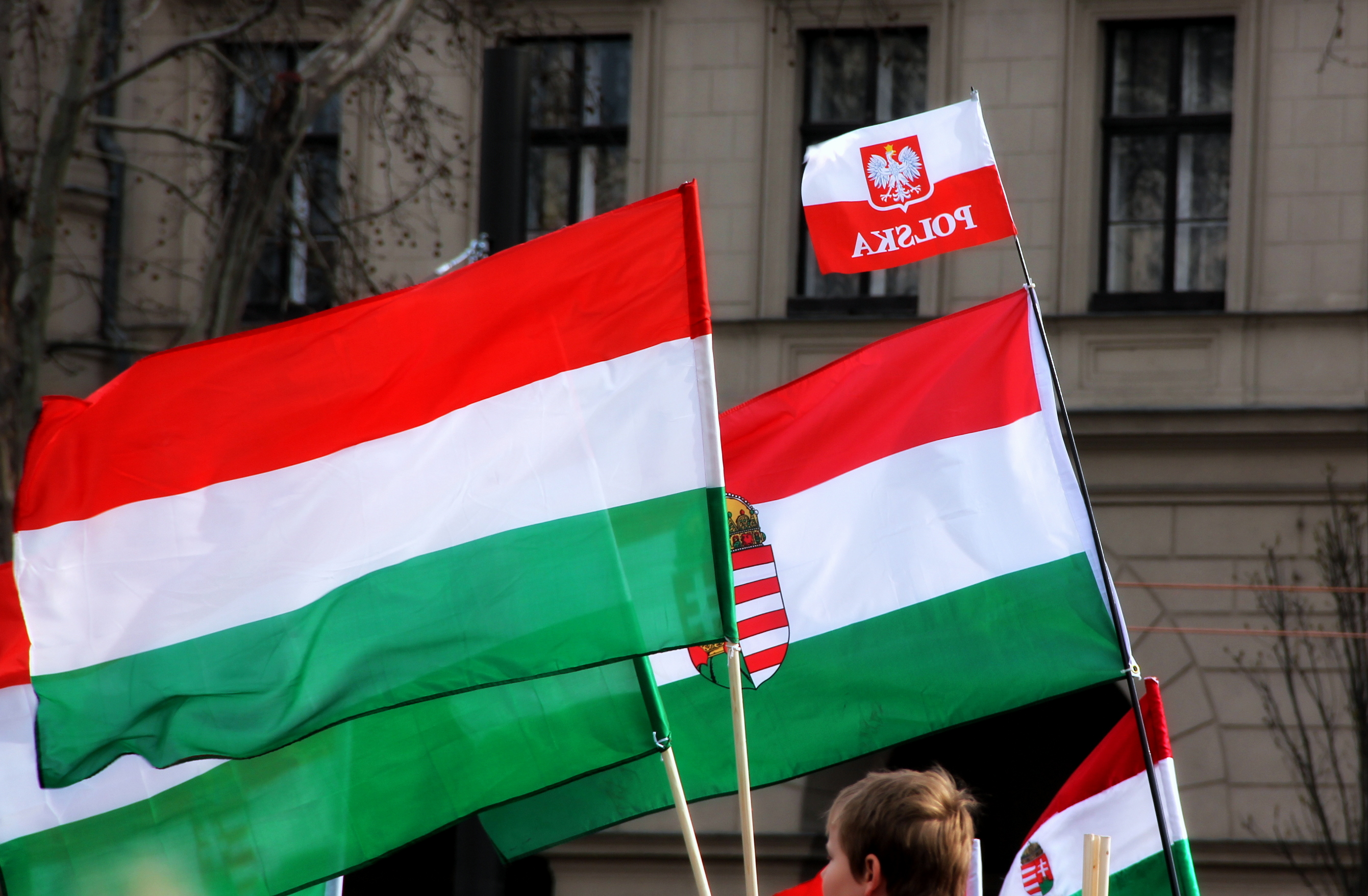
Lengyel és magyar zászlók Budapesten a Kossuth téren, 2014. március 15-én

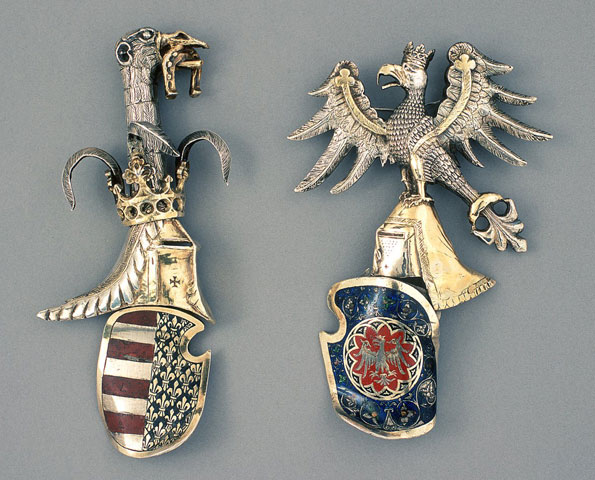
Az 1300-as években készült díszcsat pár az akkori lengyel és magyar címerekkel. Feltehetően Piast Erzsébet magyar királyné tulajdonát képezték

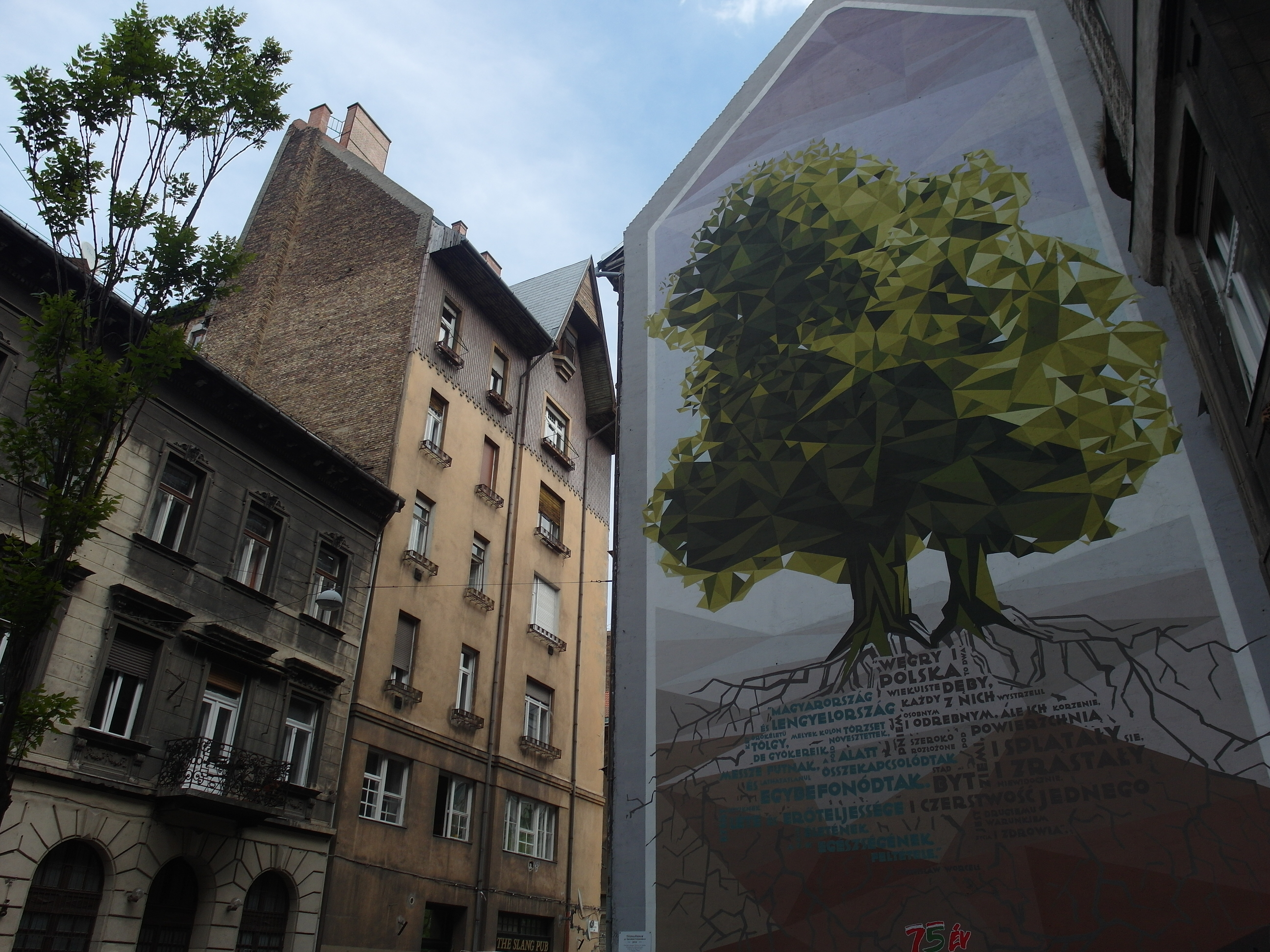
A Két tölgy tűzfalfestmény a Klauzál és Wesselényi utca sarkán, Lengyelország ajándéka

A Magyarország és Lengyelország kapcsolatai kifejezés jelenti egyrészt a két, valamikor szomszédos állam közötti kapcsolatokat, valamint a magyar és a lengyel nép erős történelmi kapcsolatát, barátságát. A kapcsolatok az Árpád-kortól napjainkig jól ismertek, azonban már a honfoglalás előtt is léteztek. Ezt bizonyítja, hogy a lengyel nép a magyar nyelvben nem a polán, hanem a korábbi vezetőtörzstől, a lendziantól nyerte a nevét.
Lengyel, magyar – két jó barát, együtt harcol, s issza borát.
Polak, Węgier, dwa bratanki, i do szabli, i do szklanki.
Magyarország és Lengyelország két örökéletű tölgy, melyek külön törzset növesztettek, de gyökereik a föld alatt messze futnak, összekapcsolódtak és láthatatlanul egybefonódtak. Ezért egyiknek léte és erőteljessége a másik életének és egészségének feltétele.
Węgry i Polska to dwa wiekuiste dęby, każdy z nich wystrzelił pniem osobnym i odrębnym, ale ich korzenie, szeroko rozłożone pod powierzchnią ziemi, i splątały się, i zrastały niewidocznie. Stąd byt i czerstwość jednego jest drugiemu warunkiem życia i zdrowia.
Becslések szerint napjainkban 10-12 ezer lengyel él Magyarországon, a hivatalos nemzetiségi népszámlálások szerint 2001-ben 2962 fő vallotta lengyelnek magát, 2011-ben 5730. Bár a Polónia (diaszpóra) mérete nem nagy, jelentősége túlmutat ezen.

## Középkor

### Árpád-kor
A magyar és a lengyel nép kapcsolatait az Árpádok és a Piastok korában az uralkodóházak szövetséget kereső stratégiája jellemezte. Családi kapcsolatokkal fűzték egymáshoz a két uralkodóházat, így ha kellett egymásnál találtak menedéket, vagy egymástól kértek segítséget. Ez a segítő hozzáállás elmondható általában a két nép egész történelmi kapcsolatára.
Géza fejedelem második felesége Adelajda – Siemomysł fejedelem lánya, Vitéz Boleszláv első felesége Géza fejedelem lánya, Judit (Szent István nővére). Ebből a házasságból született Bezprym (968–1032) herceg, aki magyar földre menekült, ahol nagybátyja, I. István király a Balaton-felvidéken birtokot adományozott neki. Egy monda szerint Veszprém városa róla kapta a nevét.
A Szent István halálát követő évtizedben Péterrel szemben az Árpád-házi hercegek: András, Béla és Levente lengyel földön kerestek menedéket. I. András lengyel segítséggel távolította el a trónról Pétert, míg a trónon őt követő öccse I. Béla felesége II. Mieszko Rycheza nevű lánya volt. Béla harcolt a lengyel seregben a balti pomerán törzsek ellen, ezért adta neki jutalmul Mieszko a lányát. Bélának ettől a feleségétől született három fia, ezek közül a későbbi I. Géza és I. László magyar király lett. Szent László II. (Merész) Boleszláv lengyel király segítséggel győzte le Salamon király magyar–német seregét.

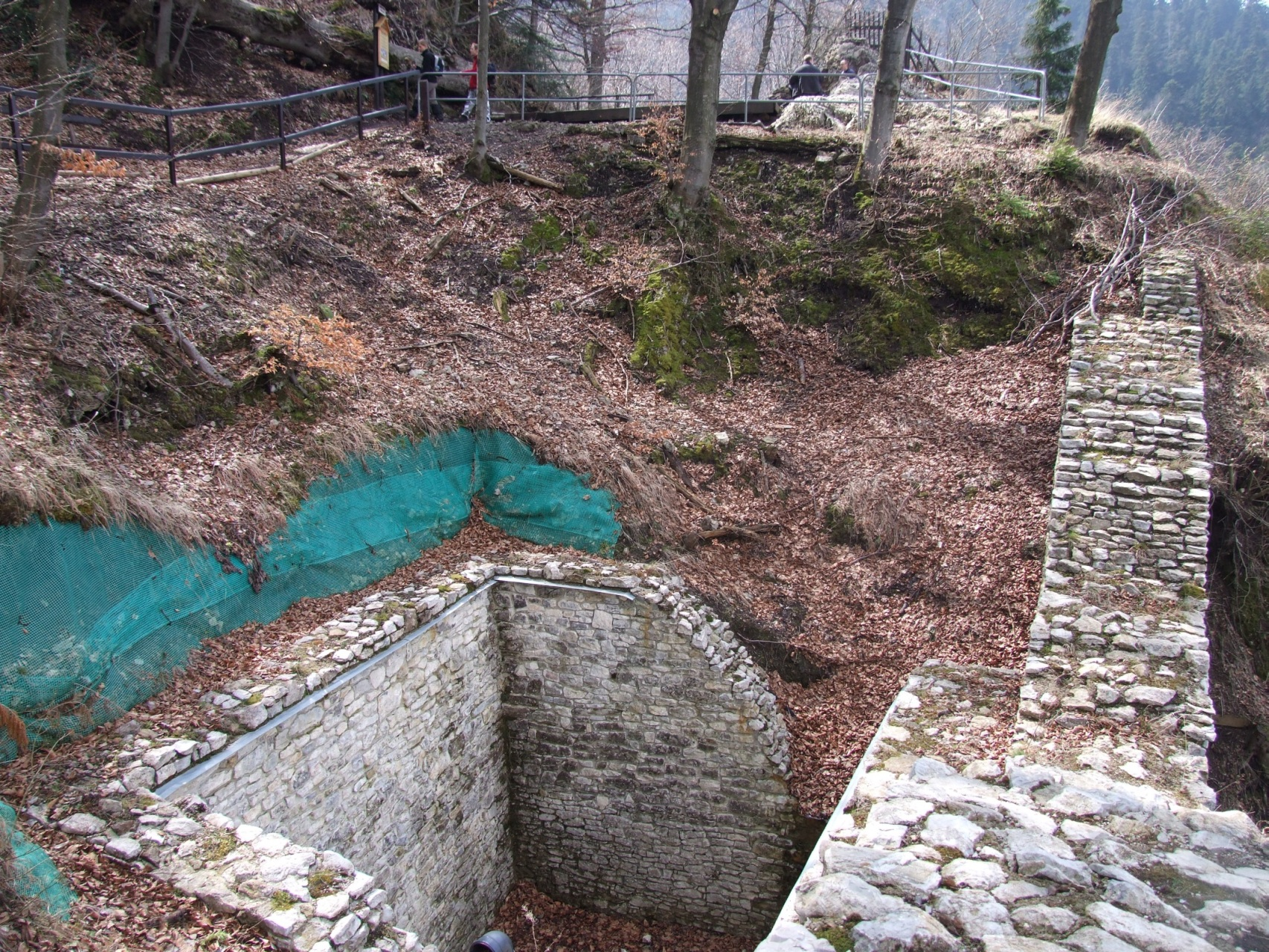
A Szent Kinga által alapított pienineki vár falmaradványai

Mivel Szent László Lengyelországban született, és egyes források szerint anyanyelve is lengyel volt, a magyarországi lengyelség védőszentjévé vált. II. Boleszlávot (1058–1080) – I. Béla sógorát – VII. Gergely pápa kiátkozta. II. Boleszlav ekkor fiával együtt Magyarországra menekült, ahol Szent László magyar király nagy bátorsággal fogadta.
III. Boleszláv fejedelem Somogyvárra zarándokolt bűnbocsánatért, miután a hatalomért való küzdelemben megvakíttatta testvérét, Zbigniew-et. Ekkor szegődhetett a szolgálatába Gallus Anonymus, aki aztán megírta Krakkóban 1115 körül a Lengyel krónikát, mely számos magyar adatot is tartalmaz. Mivel a magyar és a lengyel krónikában Szent István, illetve Boleszláv halálának és temetésének a leírása nagyon hasonló, ezért feltételezik, hogy első krónikáinkat ugyanaz a személy írta.
Amikor hát Boleszló király távozott az evilágból, az aranykor is ólomkorrá változott. Lengyelország, hajdan fénylő drágakövekkel megkoronázott királynő, most hamuban, özvegyi öltözékkel borítva ül. A lant hangja gyásszá, az öröm búbánattá, a hangszerek dala sóhajjá változott.
1239-ben az akkor 13 éves V. Boleszláv feleségül vette a 15 éves magyar királylányt, Kingát, IV. Béla lányát, akivel már korán eljegyezték. 1241-ben a mongolok végigdúlták Lengyelországot is; a fejedelmi pár a tatárjárás elől előbb a szepességi Podolinba, majd a Dunajec bal partján álló Csorsztin várába menekült. Jámbor Boleszláv kujáviai herceg Kinga nővérét, Boldog Jolánt vette el. A két házasság jó hatással volt a lengyel–magyar kapcsolatokra; 1253-ban és 1260-ban mindkét lengyel herceg katonai segítséget nyújtott apósuknak, IV. Bélának a II. Ottokár cseh király elleni háborúban.
V. István magyar király 1270-ben személyesen indult Krakkóba, ahol Boleszlávval véd- és dacszövetségre lépett.

### Anjou-kor
Károly Róbert magyar és Ulászló lengyel király szövetséget kötöttek. Aba Amadé és a magyar király is csapatokkal segítette Ulászlót a Német Lovagrend ellen, 1320-ban Károly Róbert feleségül vette Lokietek Erzsébetet, Ulászló lányát.
1335-ben sikerült a magyar közvetítés János cseh és III. Kázmér lengyel király közt, melyet a novemberben megtartott visegrádi királytalálkozón erősítettek meg. János lemondott lengyel trónigényéről. A magyar és cseh király mint döntőbírák Lengyelország és a Német Lovagrend vitájában Kujáviát és más területeket a lengyeleknek, Pomerániát a német lovagoknak ítélték. Nem sikerült azonban megegyezni a cseheknek és lengyeleknek a vitatott Szilézia kérdésében. Még ezt megelőzően Trencsénben cseh–magyar gazdasági szerződést kötöttek, amely azt próbálta elérni, hogy Bécs árumegállító jogát kikapcsolva a német–magyar kereskedelmi utat Csehországon keresztül vezessék. 1339-ben Kázmér arra az esetre, ha fiúutód nélkül halna el, Károly egyik fiát tette meg a lengyel trón örökösévé.
Anjou királyaink uralkodásának idején – így a magyar–lengyel perszonálunió éveiben – számottevően fejlődtek a két nép közötti kulturális kapcsolatok is.
Mindkét országban virágzott az ötvösművészet. Ennek mesterségbeli-művészi alapja az volt, hogy a Károly Róbert udvarába érkezett itáliai mesterek a krakkói udvarnak is dolgoztak, új technikákkal ismertették meg a magyar és a lengyel ötvösöket, akik országaikban sorra nyitották meg műhelyüket. Ami pedig az ötvösművészet fellendülésének gazdasági alapját illeti, abban a korban arany és ezüst bányakincsekben a Magyar Királyság volt a leggazdagabb egész Európában.
Attól kezdve pedig, hogy Nagy Kázmér király Krakkóban egyetemet alapított, egyre több magyarországi diák folytatta tanulmányait a lengyel univerzitáson. A Jasna Góra-i kolostort 1380-ban magyar szerzetesek, a pálosok alapították. Tizenhat pálos ment akkor Budáról Czestochowába. Évszázadok alatt azonban a Pálos rend – az egyetlen magyarországi alapítású szerzetesrend – elsorvadt. (Ezért 1934-ben 16 lengyel pálos jött Czestochowából Magyarországra, hogy megerősítse a rendet.)
A Nagy Lajos király nevével fémjelzett magyar–lengyel perszonálunió éveiből (1370–1384) származik egy legenda, amely valószínűleg még ma is él, miszerint azokban az években három tenger mosta a magyar birodalom határait. Ez persze csak illúzió, amely nélkülöz minden történelmi alapot. A Magyar Királyságnak soha más tengerre kijárata nem volt, csakis az Adriára. A Fekete-tengerrel a Moldvai Fejedelemség volt határos, ám az nem tartozott Magyarországhoz. Jóllehet, miután a meggyengült Arany Horda visszahúzódott a moldvai területekről, I. Lajos hűbérúri viszonyt alakított ki az ott megalakult kisebb román kenézségekkel, ám ezt a viszonyt I. Bogdán, az első moldvai fejedelem 1359 körül felszámolta, megalapítva az önálló román fejedelemséget.
Lengyelország határai pedig a perszonálunió éveiben még nem értek el a Balti-tengerig.
Nagy Lajos királynak fiú örököse nem volt, azért úgy rendelkezett, hogy halála után három leánya közül a legidősebb, Mária kövesse őt a trónon, és ezen utódlást a király az európai diplomáciában – mindenekelőtt a németek császárával, a lengyelekkel s az Anjou-házzal – el is fogadtatta. A magyarok meg is koronázták Máriát Székesfehérvárott, még atyja halálának évében, 1382-ben. A 12 éves korában trónra lépő Mária uralkodásának tizenhárom éve a zűrzavar időszaka, némely források szerint már azért is, mert ő volt az első nő a magyar trónon.
A lengyelek végül is nem fogadták el Mária utódlását, s helyette Nagy Lajos kisebbik leányát, Hedviget koronázták meg, aki Jadwiga néven uralkodott 1384–1399 között. Lajos király leánya akkoriban legfeljebb tíz-tizenkét éves volt. Ezért a lengyel urak arra kötelezték gyermek királynőjüket, hogy válassza férjéül Litvánia nagyfejedelmét, Jagelló Ulászlót. Ez 1386-ban meg is történt. Ezt megelőzően Jagelló nagyfejedelem megkeresztelkedett, s házasságkötésével egy időben a lengyelek királyukká koronázták (II. Jagelló Ulászló). Ezzel létrejött a lengyel–litván perszonálunió, aminek révén a Lengyel Királyság a régió legnagyobb területű és egyik leghatalmasabb állama lett. A mintegy harmincöt éves korában lengyel trónra lépett II. Ulászló 1434-ig uralkodott.
Anjou Hedvig (Jadwiga), a lengyelek királynője, aki haláláig férjével együtt uralkodott – rövid élete során sokat tett a litvánok keresztény hitre térítése érdekében, és jelentős mértékben járult hozzá a krakkói egyetem fejlesztéséhez. A lengyelek szentként tisztelik. A korabeli lengyel királyi város, a lengyel–magyar gazdasági kapcsolatokban nagy szerepet játszó Biecz védőszentje is lett.

### Jagelló-kor
A Jagelló-ház litván nagyfejedelmi, illetve litván–lengyel királyi dinasztia volt, amelynek tagjai a 14. század végétől a 16. század közepéig fontos szerepet játszottak Európa, és nem csekély szerepet Magyarország történelmében is. A Jagelló-kor akkor kezdődött a lengyel történelemben, amikor Jagelló Ulászló (Wladyslav) litván nagyfejedelem nőül vette a lengyelek királynőjét, Hedviget, Nagy Lajos király kisebbik leányát. A lengyel trónra került első Jagelló hatalmas érdeme volt, hogy a vezérlete alatt egyesült lengyel, litván, cseh, orosz, rutén és havasalföldi hadak 1410 júliusában, a kelet-poroszországi Grunwaldnál tönkreverték a hatalmának fénykorát élő Német Lovagrend seregeit. A vereséget a rendi állam soha nem heverte ki.
Az idők során szoros szálak fűzték össze a Jagelló-házat és Magyarországot. II. (Jagelló) Ulászló és Anjou Hedvig fiát, az időközben lengyel királlyá koronázott III. Ulászlót a magyar rendek 1440-ben királyukká választották (I. Ulászló). A török ellen harcolva, a várnai csatatéren esett el, 1444-ben. A lengyel trónon öccse, a litván nagyfejedelem követte őt, IV. Kázmér néven (1444–1492). Az ő felesége Erzsébet, Habsburg Albert magyar király leánya volt. Legidősebb fiukat 1471-ben a csehek, 1490-ben pedig a magyarok választották királyukká (II. Ulászló, 1490–1516) –, akinek első felesége I. (Hunyadi) Mátyás király özvegye, Beatrix, nápolyi hercegnő volt. Őt második feleségétől, egy francia hercegnőtől származó fia, II. Lajos (1516–1526) követte a magyar trónon, aki a mohácsi csatában vesztette életét. Halálával kihalt a magyarországi Jagellók ága. Az utolsó előtti Jagelló a lengyel trónon az az I. Zsigmond király (1507–1548) volt, akinek leányai közül Izabellát Szapolyai János magyar király, másik leányát, Annát pedig Báthory István erdélyi fejedelem és lengyel király vette nőül.

## Korai újkor

### Mohács után
Szapolyai – a török szultán támogatásával – a lengyel uralkodóháznál keresett segítséget, hiszen Zsigmond lengyel király hercegként egy ideig Budán élt. Felesége, Jagelló Izabella hercegnő János Zsigmond nevű gyermekével Erdélyben alakíthatja ki uralmát. Erdély a reformáció korában a lengyel–magyar szellemi kapcsolatok rendkívül bonyolult területévé vált. Itt találtak menedékre a lengyelektől elmenekült ariánusok (szentháromságtagadók, a nevük a magyaroknál unitáriusok). Zsigmond Ágost (1548–1572) lengyel király Erdély erősítésére törekedett. Így az erdélyi fejedelmek és a lengyel királyok közti kapcsolat vitte tovább a korábbi dinasztikus kapcsolatokat.

### Báthory István és a Rákócziak kora
1573-ban a varsói királyválasztó gyűlésen négy jelölt is követeli a lengyel trónt. Ezek közül Báthory István a legesélytelenebb, a francia párt győz, Valois Henriket választották meg, aki azonban megszökött, miután megtudta, hogy fivére meghalt. Az újabb királyválasztó gyűlésen Báthory csak egy szavazatot (!) kapott, de aztán hosszas tárgyalások után, miután megígérte, hogy feleségül veszi Jagelló Annát, 1576-ban királlyá koronázták.
Báthory István erdélyi fejedelem lengyel királyként rendkívül finom diplomáciai érzékkel békítette össze az egymással torzsalkodó lengyel nemesi csoportokat. Érvei közé tartozott a három részre szakadt Magyarország tragikus példájának említése. Megszilárdította a nemesi köztársaság belső egyensúlyát, és sikeres erőfeszítéseket tett a királyi hatalom megerősítésére. Ez tette lehetővé eredményes hadjáratainak sorát, és az ország gazdasági jólétének kibontakoztatását. Felismerte azt is, hogy a közép-európai népek az egymással folytatott meddő harcokban egymás erejét forgácsolják szét, s tervei között szerepelt – a török elleni felszabadító hadjárat végett – egy széles alapokon nyugvó, kelet-európai szövetség megteremtése. Halála után ez a kényes egyensúlyon alapuló központi hatalom őrlődött fel, s vált a nemesi szabadság követése szabadossággá és vezetett a 18. században Lengyelország feldarabolásához.
Az erdélyi fejedelmek szeme előtt mindig Báthory István példája lebegett, lengyel segítséggel kívánták megszervezni Magyarország felszabadítását a török uralom alól és Habsburg-ellenes terveik megvalósítását. II. Rákóczi György szerencsétlenül végződött 1657-es akciója is ezt példázta. Thököly Imrét az 1677-ben, Varsóban kötött szerződés értelmében 2-4000 fős, francia pénzen verbuvált lengyel segédhad segítette.

### A török kiűzésétől a felvilágosodásig

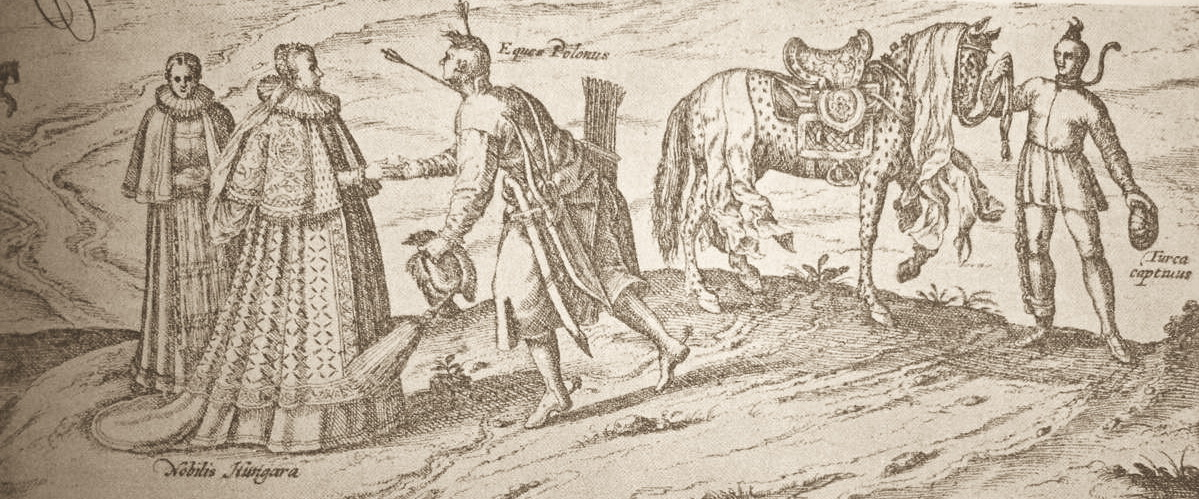
Haufnagel: Lengyel katona és magyar hölgy (17. század, Muzeum Książąt Czartoryskich, Krakkó)

A 17. század végén az Oszmán Birodalom meggyengült, reális lehetőség nyílt visszaszorítására, annak ellenére, hogy 1683-ban a törökök még Bécset is megostromolták. III. Sobieski János (1674–1696) lengyel király szövetségre lépett a Habsburgokkal, létrejött a Szent Liga, amelynek seregei hosszú és véres harcban kiűzték hazánk területéről a török megszállókat. Fontos szerepet játszottak ebben a lengyel hadak, amelyek 1683-ban felszabadították Párkányt és bevették Esztergom várát.
A török kiűzése után teljes egészében Habsburg-uralom alá került Magyarország kuruc lázadói – hasonlóan az előző korok politikai menekültjeihez – ismét Lengyelországban találhattak menedéket. Sobieski János és Thököly Imre közti kapcsolatnak köszönhetően a lengyel föld biztos menedéket jelenthetett a számukra.
1701 novemberében II. Rákóczi Ferenc megszökött a bécsújhelyi börtönből, Lengyelországba menekült. Krakkóban és Varsóban élt, bujdosásában Bercsényi Miklós volt a társa. Amikor 1703-ban hazatért, a lengyelek is segítették, többek között az a Stanisław Leszczyński herceg, akivel szemben I. Péter orosz cár Rákóczit akarta a lengyel királyi trónra segíteni.
Derenk falva az 1711-es pestisjárvány következtében teljesen elnéptelenedett. Urai, az Esterházy grófok 1717-ben lengyel (szepességi gorál) jobbágyokkal telepítették be újra.
A 18. században Lengyelországban bekövetkezett hanyatlás és a három felosztás korában megszűnt a dinasztikus kapcsolatok lehetősége. A felvilágosodás, illetve a francia forradalom eszméi mindkét országban elterjednek, Eperjesen lengyel hatásra alakult meg hazánkban az első szabadkőműves páholy. A magyar jakobinus értelmiség lelkesedett a nagy szejm által betetőzött reformmozgalomért és Kościuszkoért, s gyászolta a maciejowicei csatavesztést (1794).

## 19. század

### A magyar reformnemzedék lengyelbarátsága
A lengyel függetlenség elvesztése új tartalommal telítette meg a sok évszázados magyar–lengyel kapcsolatokat. A 19. század elején a lengyelek maguk is részt vettek a napóleoni háborúkban, azt várták, hogy a francia császár helyreállítja a lengyel állam egységét. A magyarok viszont a Habsburgok oldalán harcoltak Napóleon ellen: „csendes tavaszi esőt és hosszú háborút” kívánva. A bécsi kongresszuson (1815) a Szent Szövetség eldöntötte a lengyelek sorsát: a gazdaságilag fejlett nyugati részek Poznani Nagyhercegségként a Porosz Királysághoz, a középső és keleti területek Lengyel Királyság néven Oroszországhoz kerültek, Galíciát Ausztria kapta meg. Az egykori lengyel államiságot a három nagyhatalom felügyelete alá helyezett Krakkói Köztársaság képviselte.
A lengyelek a szétszakított lengyel állam egyesítésén dolgoztak, minden alkalmat megragadtak, hogy sorsukon változtassanak. 1830-ban felkelés tört ki. A magyar vármegyék gyűjtéseket, jótékonysági bálokat rendeztek a lengyeleknek, sőt Bars vármegye közgyűlése feliratban fordult I. Ferenc magyar királyhoz, hogy nyújtson támogatást a lengyeleknek. Az ifjúság szimpátiából lengyel ruhában járt, sőt sokan átszöktek a határon, hogy harcolhassanak a felkelők oldalán. Az ellenzék vezetői: Deák Ferenc, Kossuth Lajos, Kölcsey Ferenc, Eötvös József, az írók közül Vörösmarty Mihály, Bajza József nyíltan támogatták a lengyelek ügyét. 1831-ben a lengyel felkelők Ostrołękánál súlyos vereséget szenvedtek, az orosz csapatok bevonultak Varsóba, a bukást véres megtorlás követte. A lengyel történetírás a felkelés politikai menekültjeit nagy emigráció néven tartja számon, nagyrészt nemesek és katonák, kisebb részben értelmiségiek. A lengyel menekülteket mindenhol segítették, a bécsi rendőrhatóságok állítólagos lengyel felforgatók ellen nyomoztak. Sok helyütt házkutatást is tartottak, a vármegyék tiltakozása után ezzel leálltak, így történhetett, hogy a rendőrök által „nem talált” lengyelek nyilvános kávéházakban és máshol is szabadon mutatkozhattak. Közülük kevesen maradtak hazánkban, főképp Pesten, Pozsonyban és a nagyobb felvidéki városokban, így Bártfán – ahol központjuk is kialakult.
A kapcsolatok különös alakja volt Szalay József, a Szczawnica gyógyfürdőhely megalapítója. Évente több ezren pihentek itt a század negyvenes éveitől, többek között Henryk Sienkiewicz, Jan Matejko és Bolesław Prus. Szalay 1876-ban végrendeletében a Lengyel Tudományos Akadémiára hagyta vagyonát, amely így az 1872-ben alapított intézményrendszer pénzügyi alapja lett, és amelynek jelentőségét Széchenyi István 1825. évi hasonló magyar felajánlásához hasonlítanak egyes szerzők.

### 1848–49 lengyel hősei
A magyarországi lengyelség – egyúttal a lengyel és magyar nemzet – történetének legjelentősebb és legfényesebb fejezetei közé tartozik az 1848–49-es forradalom és szabadságharc, amelyben Bem József és Henryk Dembiński tábornokkal az élen több ezer lengyel tiszt és közkatona vett részt.
1848 márciusában a Magyarországon élő lengyelek is lelkesedéssel fogadták a magyar forradalmat. A pesti lengyelek fáklyás felvonulással köszöntötték a Pestre érkező és a magyar kormánnyal kapcsolatot kereső galíciai lengyelek képviselőit. A bécsi forradalom és a poznani felkelés vezetői is magyar földön kerestek menedéket, Kossuth örömmel fogadta a nagyobb harci tapasztalatokkal rendelkező lengyelek belépését a magyar hadseregbe. Bem, Dembiński, Wysocki, Bułharyn kiválóan képzett tisztek voltak, és a császári oldalról is tömegesen szöktek át lengyel katonák a magyar oldalra. Ilyen volt Mieczysław Woroniecki herceg is, aki már 1848 őszén bekapcsolódott katonáival a délvidéki harcokba. A lengyelek célja egy Légió szervezése volt, bár Bem a lengyelek részvételét a honvédség sorain belül képzelte el.
Bułharyn, Woroniecki századai Damjanich, Görgei seregében harcoltak, Bem az erdélyi hadsereg élére állt. 1849 tavaszán Kossuth a főparancsnokságot Dembińskire bízta, bár a Kápolnánál elszenvedett vereség hatására leváltotta, a lengyelek ott harcoltak a legnagyobb csatákban.
- Szolnok alatt (1849. március 5.) Władysław Poniński ulánusai
- Hatvannál Józef Jagmin lovasai
- Tápióbicskénél ismét az ulánusok tüntették ki magukat.

Kossuth Lajos Gödöllőn előttük levett kalappal tisztelgett. 1849. május 6-án megalakult a Lengyel légió Wysoczki vezetésével, ennek tűzkeresztsége Buda visszavétele volt. Ezt négy ulánus hadosztályra, három gyalogos zászlóaljra és hat tüzér ütegre tervezték. Bem erdélyi seregében is szerveztek egy lengyel légiót, amelynek nagy szerepe volt az 1849-es nagy orosz támadás feltartóztatásában. A szabadságharc utolsó csatáját, a temesvári ütközetet Bem, majd sebesülése után Dembiński vezényelte. A szabadságharc leverésével a hazánkban élő lengyelek sorsa is megpecsételődött, emigrációba kényszerültek.
A magyar szabadságharc lengyel mártírjai: Mieczysław Woroniecki, Karol d'Abancourt de Franqueville és Konrad Kazimierz Rulikowski.
A honvéd hadseregben három lengyel származású hadbíró is szolgált (Nizsalovszky Andor, Antal és András), leszármazottjuk Nizsalovszky Endre jogászprofesszor. Szintén részt vettek a harcokban a Magyarországra települt Zulawski család tagja, akiknek elmagyarosodott leszármazói Zulawszky Béla kardvívó, mártír, továbbá Zulawski Andor jogász, költő, Ady kritikusa, több magyarországi lengyel egyesület vezetője.

### Lengyel munkaerő Magyarországon
A kongresszusi Lengyelországban 1863-ban kitört a januári felkelés, több száz magyar küzdött itt a lengyelek oldalán. Ilyenek voltak például Eszterházy Ottó lovaskapitány, Nyáry Ferenc őrnagy és Wallis Béla hadnagy, vagy Herman Ottó mint közlegény. A bukás után mintegy négyezer menekült érkezett hozzánk, szinte minden magyar településnek volt egy saját lengyelje. Ebben az időben lengyelek milliói távoztak elsősorban Galíciából megélhetést és munkát keresve Európa más országaiba, illetve Amerikába.
Magyarországra a lengyel munkakeresők első nagy hulláma az 1880-as években ért el. Az olcsó munkaerőt elsősorban Budapest nagy építkezései és a kibontakozó nagyipar foglalkoztatták. A fővároson kívül Kassán, Miskolcon, Pozsonyban és a többi ipari városban alakultak ki lengyel kolóniák, emellé minden nyáron kb. 8-10 ezer lengyel mezőgazdasági idénymunkás érkezett.
Számos kulturális egyesületet hoztak létre, 1883-ban megalakult a Budapesti Lengyelek Egyesülete, 1895-ben a SYLA Munkásképző Egyesület, ezen kívül működtek lengyel klubok és vendéglők is.

## A 20. század első fele (1900–1939)

### Népesség
Az 1900-as népszámláláskor 50 182, 1916-ban 36 524 lengyel élt Magyarországon. Számuk a lengyel-bolsevik háború és Lengyelország függetlenné válása után, de Trianon következtében is, tovább fogyatkozott. Sokuk visszatért a hazájába, vagy lakhelyük utódállamokhoz került. Ilyenek voltak a felvidéki lengyelek. Az 1940 és 1990 közötti években a hivatalos állami statisztika nem mérte a magyarországi lengyel nemzetiség nagyságát, a fogyás mértéke alig ismert. A többi nemzetiségekhez vagy az összlakossághoz képest arányuk mindenesetre kicsi volt.
1938 és 1943 között telepítették ki Derenk község lakóit, akik nem asszimilálódott, zárt közösséget alkottak sajátos nyelvvel és kultúrával. A tudomány csak jóval később állapította meg nyelvészeti eszközökkel róluk, hogy lengyelek voltak, ugyanis bizonytalan szláv identitással rendelkeztek. Derenk volt a legdélibb lengyel település Európában. Lakói eztán beolvadtak a magyarságba.
Igazi falusias jellegű kolónia Kőbányán alakult ki, ahol a kőbányában, a tégla- és porcelángyárakban (Kőbányai Porcelángyár), a sörgyárakban (Fővárosi Serfőző Rt., Dreher Antal Serfőzdéi Rt., Kőbányai Polgári Serfőző Rt.) dolgoztak. Számukra épült 1930-ban, Kőbányán a Lengyel templom. Korábban a Conti-kápolnát használták. Talán a ferencvárosi malmokban és más gyárakban dolgozó kolóniára tekintettel nevezték el a Sobieski utcát 1934-ben.
A korszak folyamán a kapcsolatépítés fontos hazai tényezői már a magyarok voltak, nem pedig az idetelepült lengyelek. Ők vezették a jelentősebb magyar–lengyel szervezeteket, írtak cikkeket vagy könyveket, tartották a megemlékezéseket, és jelöltek ki emlékhelyeket. Ennek egyik oka az volt, hogy a letelepedett lengyelek még alig integrálódtak, főképp hivatalnokok, iparosok, munkások tartoztak közéjük. A másik, hogy a magyar elit zászlójára tűzte a kapcsolatépítést, és aktív részt vállalt ebből. Az első világháború előtt azért, hogy szót emeljen a lengyel függetlenségért, közvetve a magyar függetlenségért is az Osztrák–Magyar Monarchia ellenében. Utána pedig azért, hogy Magyarországnak szövetségest és barátot találjon nemzetközi elszigeteltségében. Az ebbe a körbe tartozók legtöbbször nem beszélték a lengyelt, de mint politikusok, üzletemberek, történészek, tudósok, írók és újságírók jól ismerték az országot. A két világháború között számos konzervatív, legitimista arisztokrata is csatlakozott hozzájuk, nem ritkán azért, mert lengyel felmenőkkel bírt, majd mert humanizmusból tenni akart a lengyel menekültekért. Többük a második világháborúban vagy azután üldöztetést szenvedett el, vagy mártírhalált halt. A kapcsolatépítésben jelentős szerepe volt az izraelita vallású, esetenként kikeresztelkedett, esetleg bárói címet nyert üzletembereknek, értelmiségieknek is. Mindezek következtében olyan szellemi és anyagi erők gyűltek össze a lengyel ügyben, melyek mellett a tényleges lengyelek működése eltörpült.

### Híres emberek
A lengyel ügy „spiritus rectora” Miklósi Ferdinánd Leó (1889–1968) szénkereskedő volt, aki kiváló szervezőként számos szervezet megalapításában és vezetésében vett részt 1905-től csaknem hatvan éven át. Nyáry Albert (1871–1933) volt a társa, akinek egyik felmenője, Nyáry Eduárd az 1863-as januári felkelésben esett el.
Politikai oldalról érkezett Klebelsberg Kuno (1875–1932), akinek örökébe korai halála után titkára, Széchenyi Károly (1906–1971) lépett. Miniszter volt Lukács György (1865–1950) és id. Antall József (1896–1974).
Csekonics Iván (1876–1951) hosszú diplomáciai szolgálat után kezdett lengyel szervezetekben dolgozni. Kovács–Karap Ernő (1872-?), Pekár Gyula (1866–1937) és Bajcsy-Zsilinszky Endre (1886–1944) országgyűlési képviselők voltak. Baranski Gyula (1867–1953), Komarnicki Gyula (1885–1975) és Steiner Antal (1884–?) pedig ügyvéd.
Divéky Adorján (1880–1965) történész volt, munkássága máig ható. Kuncz Ödön (1884–1965) és Nizsalovszky Endre (1894–1976) jogtudósok voltak.
Egyházi részről Wincenty Danek (?–?) kőbányai plébánost, Giesswein Sándor (1856–1923) volt minisztert, pápai prelátust, Varga Béla (1903–1995) balatonboglári plébánost, országgyűlési képviselőt és elnököt, valamint Serédi Jusztinián (1884–1945) hercegprímást kell kiemelni.
A polgáriak közül Kertész János (1900–1943 u) bibliográfus, Palóczi Edgár (1887–1944) és Bevilaqua-Borsody Béla (1885–1962) kultúrtörténészek munkája emelkedett ki. Utóbbit mint várostörténészt ismerik, de még 1945 után is a lengyel ügy szereplője volt. Előbbiek mártíromságot szenvedtek származásuk miatt. Salamon-Rácz Tamás rövid ideig internálva volt.
Az arisztokraták főképp a kereskedelmi ügyekből, a lengyel menekültek segítéséből és katonák ápolásából, illetve a szociális munkából vették ki a részüket. Így Szapáry Pál (1873–1917) és lánya, Szapáry Erzsébet (1902–1980), Károlyi Józsefné (gr. Margarate von Wenckheim), Andrássy Klára (1898–1941), Andrássy Ilona (1886–1967), Andrássy Borbála (1890–1968), fiai Pallavicini György (1912–1940-es évek vége?) és Pálinkás-Pallavicini Antal (1922–1957), valamint Eszterházy János (1901–1957). Többük szintén vértanú lett, vagy embermentő munkájáért később kitüntetést kapott, mint a fiatalabb Andrássy Ilona (1917–1990). Apponyi Albertnénak, a magyarországi szociális ügy legjelentősebb alakjának jelentős hatása volt az arisztokraták gondolkozására. Ennek a körnek különös alakja volt Kuffner Raoul cukor-, konzerv- és sörgyártulajdonos, aki származása miatt emigrálni kényszerült, és akinek felmenői között voltak lengyelek, sőt mindkét felesége lengyel származású volt. Második felesége Tamara de Łempicka világhírű festőművész volt, aki maga is részt vállalt a lengyel menekültek segítésében.
Az 1910-es években a hercegi származású, de elmagyarosodott és elszegényedett Czartoryski Zsigmond egyesületek vezetésében szerepelt. Lánya, a színésznő Lázár Mária (Czartoryski Mária) jeles színpadi és filmszínésznő volt.
A lengyelek közül Henryk Sławik embermentő, valamint a lengyel követek, Jan Szembek (1881–1945) Stanisław Łepkowski (1892–1961), Leon Orłowski (1891–1976) munkássága emelkedik ki. Nizalowski Czeslaw Wladimir repülőgépet jött építeni Magyarországra Szapáry Pál meghívására, fia, Nizalowski Ernő részt vett a lengyelországi harcokban, majd a lengyel menekültek ellátásában segédkezett.

### Szervezetek
A század tízes éveitől sorra alakultak meg a politika, a gazdaság és a kultúra területén működő magyar–lengyel szervezetek. Az első a Magyar–Lengyel Egyesület (1912) volt, és ennek keretében a Lengyel Katonai Bizottság (1914), mely utóbbi magyar földről félezer önkéntest toborzott a Lengyel Légió számára a lengyel–bolsevik háború harcaihoz. A Magyar–Lengyel Kereskedelmi Kamara (1920) rögtön a világháború után alakult meg, néhány hónappal később Lengyelországban is alakítottak hasonlót. A két szervezet együttműködött egymással. 1929-ben jött létre a Magyar Mickiewicz Társaság, amely a politikától eltávolodva kizárólag tudományos, irodalmi és művészeti célokat tűzött maga elé, és együttműködött olyan szervezetekkel, mint a Petőfi Társaság vagy a Magyar Történelmi Társaság. A háborúból visszatért magyar katonák segélyezésére jött létre a Lengyel Légionisták Egyesülete.
1938-ban alakult meg a Magyar–Lengyel Jogász Egyesület a Magyar Jogász Egylet kereti között. Szervezése már 1935-ben megkezdődött. Bárcsak egy évig működött, jelentőségét növelte, hogy egyben náciellenes felhangja is volt a megalapításnak.
A korszakban gyorsan szaporodó szervezeteket 1932-től a Magyar–Lengyel Egyesületek Szövetsége fogta össze mint csúcsszerv. A szervezetek között alig volt rivalizálás, melynek oka az lehetett, hogy céljaik jól elkülönültek voltak. Az ellentétek inkább személyek és frakciók között jelentkeztek. Nemegyszer tört ki olyan viszály köztük, amely aztán az országos sajtót vagy a bíróságokat is megjárta. Mindez azonban nem hatott ki a működés eredményességére, féltékenység, ügybuzgóság miatt alakult így.
Utolsóként a Magyar–Lengyel Menekültügyi Bizottságot hozták létre az Egyesületek Szövetsége kereti között, 1939. szeptember 1-je után, együttműködésben a Vöröskereszttel. A Bizottság koordinálta a magyar és lengyel kormánykörök közötti kommunikációt, a lengyel menekültek külföldre szökését vagy hazai ellátását (táborok fenntartása, egészségügyi szolgálat, iskolaügy, kulturális programok). A Bizottság egyes szervei a Duna-parti Andrássy-palotában működtek, ahol Andrássyék irodalmi esteket, angolszászbarát politikai esteket is tartottak.
A tényleges lengyeleket tömörítő szervezetek (Magyarországi Lengyelek Egyesülete, Bem Egyesület) szerepe nem volt jelentős az előbbiekhez képest a kapcsolatépítésben, történetük nem kellően feldolgozott.

### Történelem
A Magyar–Lengyel Kereskedelmi Kamara két világháború közötti történelme azt mutatja, hogy a gazdasági kapcsolat egyensúlytalan volt a lengyel fél javára. A magyar kormányzat feltehetően azért fogadta el a hátrányos helyzetet, hogy segítse a lengyel újjáépítést, illetve egyetlen barátját megtarthassa. Mindazonáltal a lengyelekkel 1925-ben kötött kereskedelmi egyezmény volt az első, amely vámkedvezményeket nyújtott Magyarországnak, amelyet a többi ország export- és importtilalommal, vámokkal gazdasági karanténba zárt.
1920-ban, a lengyel–bolsevik háború idején a magyar hadisegély nélkül a lengyelek nehezen tudták volna legyőzni a bolsevik hadsereget, különösen, hogy a háború döntő szakaszában, a varsói csata előtt csak Magyarország szállított Lengyelországnak lőszert. A magyar külpolitika ekkoriban nagy reményeket fűzött a Lengyelországhoz fűződő politikai és kapcsolatok fejlesztéséhez. Végül azonban nem sikerült elérniük a kívánt szorosabb kapcsolatot a két ország között, a magyar–lengyel viszony nem lépte túl a nagy múltra visszatekintő hagyományos barátság kereteit. A fő oka ennek elsősorban az volt, hogy Lengyelország a létét köszönhette a Párizs környéki békeszerződések rendszerének, amelynek szétrobbantása viszont a magyar külpolitika legfőbb célkitűzése volt. A lengyel külpolitika elsősorban Németországgal és a Szovjetunióval szemben akart kedvező pozíciókat kiépíteni, ezért szövetségre lépett Romániával, és politikai szerződést kötött Csehszlovákiával, Magyarország ellenfeleivel. 1938-ban azonban mégis létrejött a régóta követelt közös magyar-lengyel határ.

### Kultúra, tudomány, vallás
A kapcsolatok legfontosabb orgánuma a Lengyel–Magyar Kurír volt, amelynek azonban csak néhány évfolyama maradt meg a második világháború utáni időkből. Valószínűleg elsősorban gazdasági hírek szerepeltek benne, de sport és kulturális, művészeti, irodalmi cikkek is. A Mickiewicz Társaság gondozta, akárcsak 1935-től a Magyar–Lengyel Könyvtár könyvsorozatot. A korszak folyamán sorra jelentek meg a Lengyelországot és a kapcsolatokat bemutató könyvek, újságcikkek, főképp az egyesületi tagok tollából. A kapcsolatok magas fokát jelzi, hogy a Varsói Magyar Intézetet 1935-ben Wacław Sierpiński, korszakos jelentőségű lengyel matematikus nyitotta meg Klebelsberg Kunoval.
1926-ban avatták fel közadakozásból Budapesten a Bem József emléktáblát, 1933-ban a salgótarjáni Báthory-szobrot, és ugyanebben az évben készült el, de csak az ötvenes években állították fel a zuglói Báthory-szobrot. 1934-ben avatták a Bem József szobrot a Duna partján, valamint a Lengyel légionisták emlékművét a népligeti Lengyel sétányon. Miklóssi kezdeményezésre országszerte megjelölték az emlékhelyeket, például Mohácson, Esztergomban és Nyírbátorban (1933). 1940-ben szentelték fel a kőbányai Lengyel parcellát, mely Wincenty Danek vezetésével jött létre, később őt magát is idetemették.
A Király Színházban 1926-ban bemutatott Chopin című operett egyszerre akarta megismertetni a szélesebb közönséget Chopin zenéjével, valamint a Radziwiłł és a Czartoryski családoknak a nagy emigrációban betöltött szerepével.
A század első felének kiemelkedő magyarságkutatója volt Marian Zdziechowski filozófus, nyelvész és művészettörténész. Magyar nyelven olvasott, és cikkeit nem csak lengyelül, de német és francia nyelven is publikálta. Foglalkoztatta a lengyel–magyar államszövetség kérdése is.

## Lengyel menekültek befogadása (1939–1945)
A magyar–lengyel barátságot mélyen átérző Teleki-kormány – a maga szerény és korlátozott eszközeivel – megpróbálta a német–lengyel ellentéteket elsimítani 1939 áprilisától, illetve határozottan kiállt amellett, hogy nem akar a németek oldalán egy lengyelellenes háborúba keveredni: „Magyarország részéről nemzeti becsület kérdése az, hogy ne vegyen részt semmiféle agresszióban Lengyelország ellen (…), ennek folytán semmi körülmények között nem engedhetjük meg német csapatok magyarországi vasútvonalakon történő átszállítását Lengyelországba.” Ezt Teleki meg is írta Hitlernek, annak ellenére, hogy erőteljes német nyomás nehezedett a magyar kormányra, főleg azért, mert 1939 márciusától a két ország határos lett egymással, továbbá a Harmadik Birodalom aktívan támogatta a magyar revíziós törekvéseket.
Amikor Lengyelországot lerohanták a hitleri Németország és a sztálini Szovjetunió csapatai (1939-ben), több mint 100 ezer menekült – lengyel katona és civil személy – talált menedéket Magyarországon a háború egész időtartama alatt, vagy legalább átmenetileg. A két oldalról érkező támadók elől a lengyelek csak dél, azaz hazánk felé menekülhettek, a magyar kormány 1939. szeptember 17-én megnyitotta a határt a lengyel menekültek előtt. Megígérték, hogy senkit nem adnak ki a németeknek, és a menekülteknek megfelelő életkörülményeket biztosítanak. Tették ezt annak ellenére, hogy a németek erőteljes nyomást gyakoroltak Budapestre: követelték a diplomáciai kapcsolatok megszakítását, a már itt tartózkodó lengyelek kiadatását, a magyar lakosság lengyelbarát megnyilvánulásainak beszüntetését, stb.
A magyar földre lépő katonák (megőrzésre) leadták fegyvereiket, honvédségi ellátást, sőt még zsoldkiegészítést is kaptak. A menedéket kérőket a magyar rendőri hatóságok nyilvántartásba vették, ellátták őket igazolvánnyal, ami jogi védelmet is jelentett a számukra. Ezt a gondozást az akkori belügyminisztériumban id. dr. Antall József (1896–1974) irányította. Létrejött a Magyar–Lengyel Menekültügyi Bizottság, amelyet formálisan a Magyar Vöröskereszt kezdeményezett. A menekültek jelentős számban csatlakoztak a lengyel emigráns kormány hadseregéhez. Az 1941-ig működött lengyel követség megszervezte, hogy kb. 70 ezer lengyel katona és tiszt jusson el hazánkon át Franciaországba és a Közel-Keletre.
A Magyarországon maradtak polgári menekülttáborokba kerültek, de itt a település közigazgatási határain belül a menekültek szabadon mozoghattak, családoknál, vagy bérelt panziókban, szállodákban laktak. Differenciált napidíjat kaptak, aminek havi összege megfelelt a hazai átlagjövedelemnek.
1940 tavaszától a táboron kívül is élhettek, munkát is vállalhattak. Szabadon szervezhették saját életüket, működött a „Lengyel Menekülteket Védelmező Polgári Bizottság” Henryk Sławik vezetésével, a Lengyel Vöröskereszt, a lengyel orvosok csoportja, a győri lengyel katonai kórház. A fiatalok számára először Zamárdiban Lengyel Ifjúsági Tábort, 1941 nyarán Balatonbogláron középiskolát hoztak létre, mintegy 600 diák számára. Ez volt a háború alatt az akkori európai kontinens egyetlen lengyel nyelvű és tanrendű középiskolája.
Ekkor érkezett 3-4 ezer lengyel zsidó is hazánkba, akiknek befogadását megakadályozta volna a második zsidótörvény. A németek és szélsőjobboldali tiltakozások ellenére mindenkit keresztényként jegyeztek be, kivéve, aki végsőkig ragaszkodik a tényleges vallási bejegyzéshez. Mindenkit elhelyeztek, a zsidóságukhoz ragaszkodókat budapesti és vidéki hitközségek gondjaira bízták. Az utóbbiak nagyobb részét a Dunakanyarban telepítették le, óvodákat és iskolákat biztosítottak a számukra. Kollégiumi rendszerű lengyel zsidó elemi- és középiskola Rákosfalván és a Csillaghegyen működött. A német tiltakozások miatt ezeket megszüntették, de Vácott titokban létrehozták a 150 személyes „Lengyel Tiszti Árvák Otthonát”, ahová ezek a gyerekek kerültek. Sokan menekültek meg a gettók vagy koncentrációs táborok elől.
1944. március 19., a német megszállás után a lengyel menekültekkel való bánásmód megváltozott. A német gestapósok letartóztatták a lengyel emigráció teljes tisztikarát. Egy részüket: Edmund Fietowicz-Fietz diplomatát, Henryk Slawikot és társait Mauthausenben gyilkolták meg. A polgári táborok lakói is veszélybe kerültek, a megvont segélyek és visszavont munkavállalási engedélyek miatt. 1944 augusztusában a Nemzetközi Vöröskereszt kiterjesztette védelmét az összes magyarországi lengyel menekültre. A nyilas hatalomátvétel után sok lengyelt gyalog hajtottak el Németország felé. A háború végén a lengyelek többsége nem várt, hanem gyalog hazaindult. Sokan itt maradtak, a magyar föld lett a második otthonuk.
A lengyel menekültek elhelyezésében, illetve külföldre juttatásában tolmácsként részt vett Nizalowski Ernő repülős főhadnagy is. Miután Lengyelország lerohanása után fogságba esett, megszökött, majd bekapcsolódott a zugligeti és a balatonboglári táborok munkájába. Előbb Angliába, majd Franciaországba kísért csoportokat, amelyeknek a tagjai később bekapcsolódtak a nyugat-európai harcokba.
A háború idején a németek által megszállt Lengyelországban az ottani Magyar Szövetség és a lengyelországi magyar kolónia vezetőjeként Domszky Pál kapcsolatot tartott a németek ellen küzdő lengyel Honi Hadsereg (Armia Krajowa) főparancsnokságával. A Varsó környékén szolgálatot teljesítő magyar hadtest parancsnokságával fenntartott kapcsolatai révén fegyvereket szerzett a varsói felkelőknek. Veszélyben lévő lengyeleket menekített Magyarországra. Adományokkal támogatta a Varsóban állomásozó magyar honvédeket, a Vöröskereszt segítségével gyógyszert szállított egy varsói kórháznak.

## 20. század második fele

### 1945-től a rendszerváltásig
1945 után Miklóssi Ferdinánd Leó, id. Antall József, Bevilaqua Borsody Béla és Steiner Antal vezetésével megpróbálták újra indítani a régi szervezeteket (Magyar–Lengyel Egyesület, Magyar–Lengyel Kereskedelmi Kamara, Magyar Légionisták Egyesülete), de ez a háborús veszteségek (elhalálozás, emigráció) miatt nehezen ment. Hozzájárult ehhez az is, hogy az arisztokrácia teljes felszámolása megkezdődött. Csekonics Iván visszavonultan élt, Széchenyi Károly támadások miatt 1946-ban emigrált. Ifj. Pallavicini Györgyöt Dachauból Szibériába hurcolták és elpusztították, Eszterházy Jánost a szovjetek és a csehszlovákok bebörtönözték, ahol kétséges körülmények között elhunyt. Andrássy Borbálát, valamint az idősebb és a fiatalabb Andrássy Ilonát kitelepítették. További fontos körülmény volt, hogy a lengyel menekültek, köztük politikusok, írók, művészek, a világháború után hazatértek. A döntő azonban az volt, hogy 1949-ben a rákosista rendszerváltás felszámolta a civil társadalom intézményeit, és velük együtt az újraindult lengyel szervezeteket is. Mindez máig ható, mert a lengyel-magyar kapcsolatokban most is az állami kapcsolatok a meghatározóak, és az 1912 és 1939 közötti pezsgő szellemi élet nem tért vissza.
1952-ben lett a vezetője a Lengyel Kultúrának a legendás lengyel tanár, Varsányi István, aki haláláig, 1981-ig tanított.
Új korszak kezdődött a két állam kapcsolatában, de el kell választani a hivatalos állami politikát és a két nemzet közötti közvetlen érintkezés formáit. Magyarország a vesztesek, Lengyelország a győztesek oldalán ült a párizsi béketárgyalásokon. Később a Kreml figyelme arra is kiterjedt, hogy az egyébként egymással rokonszenvező két nép ne kerüljön közel egymáshoz. A félelmet igazolták 1956 eseményei. A diktatúrával és a szovjet rendszerrel szembeforduló két társadalom élénken reagált a másik országban lezajló eseményekre. Így az 1956. október 23-i tüntetés a lengyelek melletti rokonszenv kinyilvánítása jegyében szerveződött. A lengyelek is hasonlóképpen reagáltak a magyar eseményekre: vért adtak a magyar sebesülteknek, gyógyszer és élelmiszer-szállítmányokat indítottak el Budapestre.
Az 1960-as években a két országban a következő eltérés mutatkozott: a magyar gazdaság magasabb életszínvonalat biztosított, Lengyelországban viszont szabadabb szellem uralkodott. Ez utóbbi kiterjedt az új szellemi irányzatok befogadására, az avantgárd és a modern művészetek lehetőségére. Ekkor az élt a köztudatban, hogy „a lengyelek Magyarországra bevásárolni, a magyarok Lengyelországba pedig nyaralni és moziba járnak”. A családi kapcsolatok is gyakoribbak lettek, 10-20 ezerre becsülhető a vegyes házasságok száma.
1963 nyarán Wrocławban halálos áldozatokkal járó fekete himlő járvány pusztított, a várost karanténba zárták. A járvány leküzdéséhez Magyarország egy millió oltást gyártott le és szállított Lengyelországnak a kérést követő néhány napon belül.
Az 1980-as években szerveződő magyar ellenzék számára fontos kapcsolatot jelentett a lengyel ellenzékkel való közvetlen érintkezés. A két országban felvirágzott a szamizdatirodalom. Lengyel földön ekkor jelentek meg Kopácsi Sándor emlékiratai, a magyar forradalom és megtorlás iratai, Magyarországon a katyńi vérengzés igazsága, a lengyel személyi kultusz terrorja. A rendszerváltozás után nem véletlenül került ismét közelebb a két állam hivatalos vezetése.

### 1989-től az együttes európai uniós tagságig
A rendszerváltás után számos magyarországi lengyel szervezet újult vagy alakult meg hazánkban. Napjainkban kb. 70-80 ilyen vallási, kulturális és karitatív közösség működik az „az ezer virág egy kertben”-elve alapján, valójában azonban elaprózódva, különösebb társadalmi erő és hatás nélkül. Legtöbbjük civil társadalmi kezdeményezés, más részük önkormányzati jellegű. Előbbiek közé tartozik pl. a Bem József Kulturális Egyesület, a Szent Adalbert Egyesület, a Lengyel Templom és a Lengyel Múzeum, utóbbi az Országos Lengyel Kisebbségi Önkormányzat és ennek szervei működtetésében. A Lengyel Intézetet a lengyel kormány működteti.
1990-ben rendezték meg először először a modern kori visegrádi csúcstalálkozót, ami kiszélesítette Lengyelország és Magyarország, illetve további szomszédos államok közti együttműködéseket.
Az 1997. évi lengyelországi árvizek idején a magyar nemzet több módon segített:
- Trzciana község melletti főút 38 méteres hídját a magyar állam ingyenesen újjáépítette.[20]
- A Magyar Posta bélyeget bocsátott ki az árvízkárosultak megsegítésére.

A két ország 1999-től a NATO, 2004-től pedig az EU tagja. Az euró bevezetése azonban mindkét országban várat még magára.

## 21. század

### 2000-es évek
2006. március 24-én a lengyelek és magyarok közötti sok évszázados szoros barátság szellemében tartott nagyszabású rendezvényen Lech Kaczyński lengyel és Sólyom László magyar államfő Győrben a Bem József téren felavatta az első köztéri Magyar–Lengyel Barátság Emlékművet.
Folytatásaként 2007. március 12-én a magyar Országgyűlés, március 16-án pedig a lengyel szejm március 23-át a lengyel–magyar barátság napjává nyilvánította. Takarékossági okból azonban a krakkói főkonzulátust 2009-ben bezárták.
A két ország kapcsolatai továbbra is jók, egymás iránt számos esetben fejezték ki szolidaritásukat. Erre volt példa a magyar állami vezetők és mások részvétnyilvánítása, illetve a gyászszertartás napjának nemzeti gyásznappá való nyilvánítása a szmolenszki légikatasztrófa kapcsán. Ennek keretében az ország lobogóját félárbócra eresztették. A középiskolákban is megemlékeztek a két nép barátságáról, illetve a lengyel elnök temetését az állami televízió élőben közvetítette.

### 2010-es évek

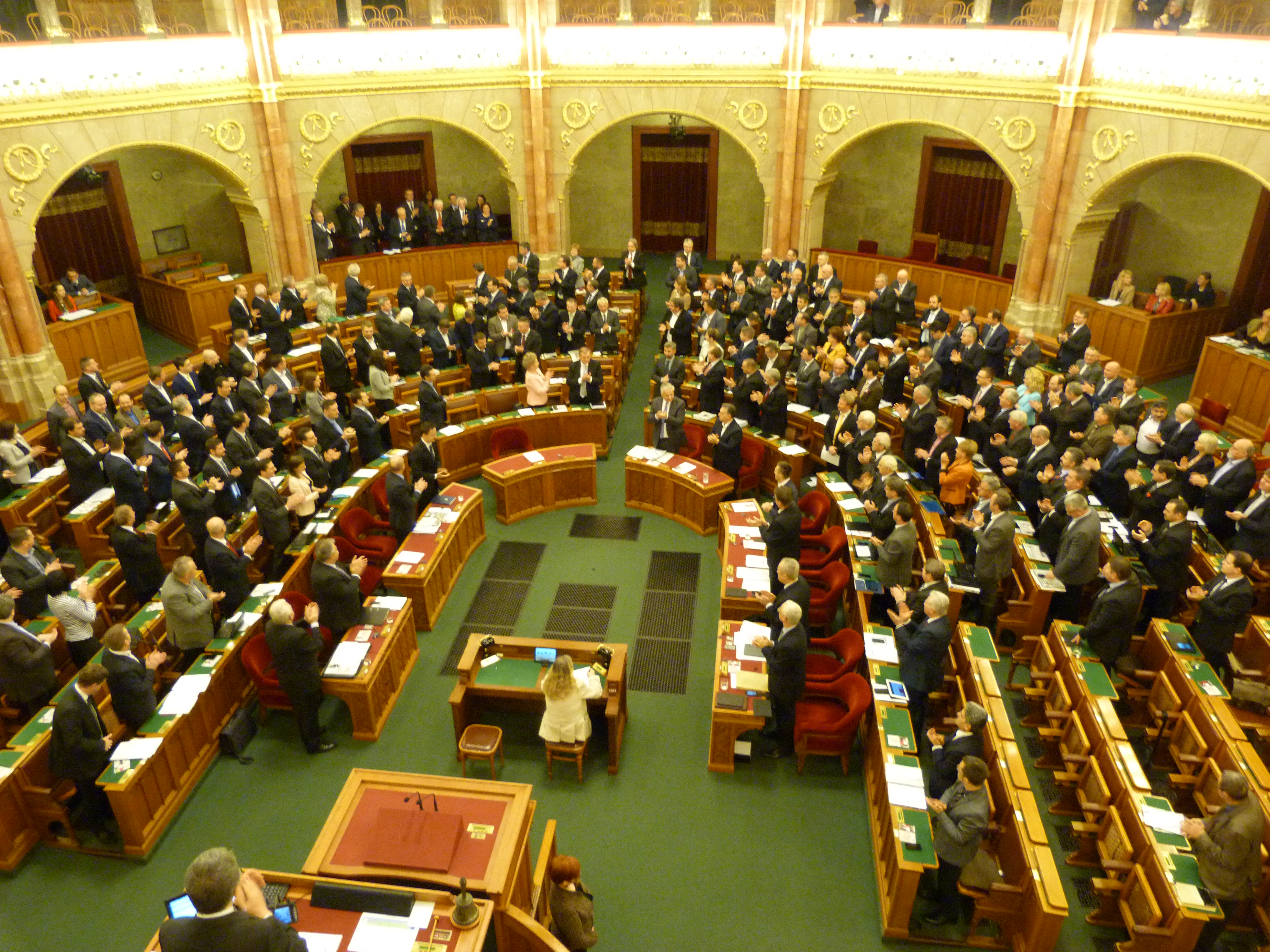
Az Országgyűlés 2016-ot a magyar–lengyel szolidaritás évének nyilvánítja

A 2010-ben felálló új kormány miniszterelnökeként Orbán Viktor elsőként Varsóba látogatott hivatalos látogatásra. 2014-ben az öt évvel korábban takarékossági okból bezárt krakkói főkonzulátust ismét megnyitották.
A lengyel és magyar nép történelmi barátsága 2015-ben Magyar Örökség díjat kapott, ezzel bekerült a magyarság „láthatatlan szellemi múzeumába”.
2016-ban az Ifjúsági Világtalálkozóhoz kapcsolódóan Krakkóban kiállítás nyílt A szegénység gazdagsága – Lengyelország és Magyarország középkori női szentjei címmel. A megnyitón jelen volt Stanislaw Dziwisz bíboros, krakkói érsek, II. János Pál pápa egykori személyi titkára, Soltész Miklós egyházi, nemzetiségi és civil társadalmi kapcsolatokért felelős államtitkár és Körmendy Adrienne főkonzul, történész. A lengyel és a magyar Parlament 2016-ot a magyar–lengyel szolidarítás évének nyilvánította.
2019. március 14-én a krakkói főkonzulátus filiáléjaként Wrocławban alkonzulátust nyitottak.

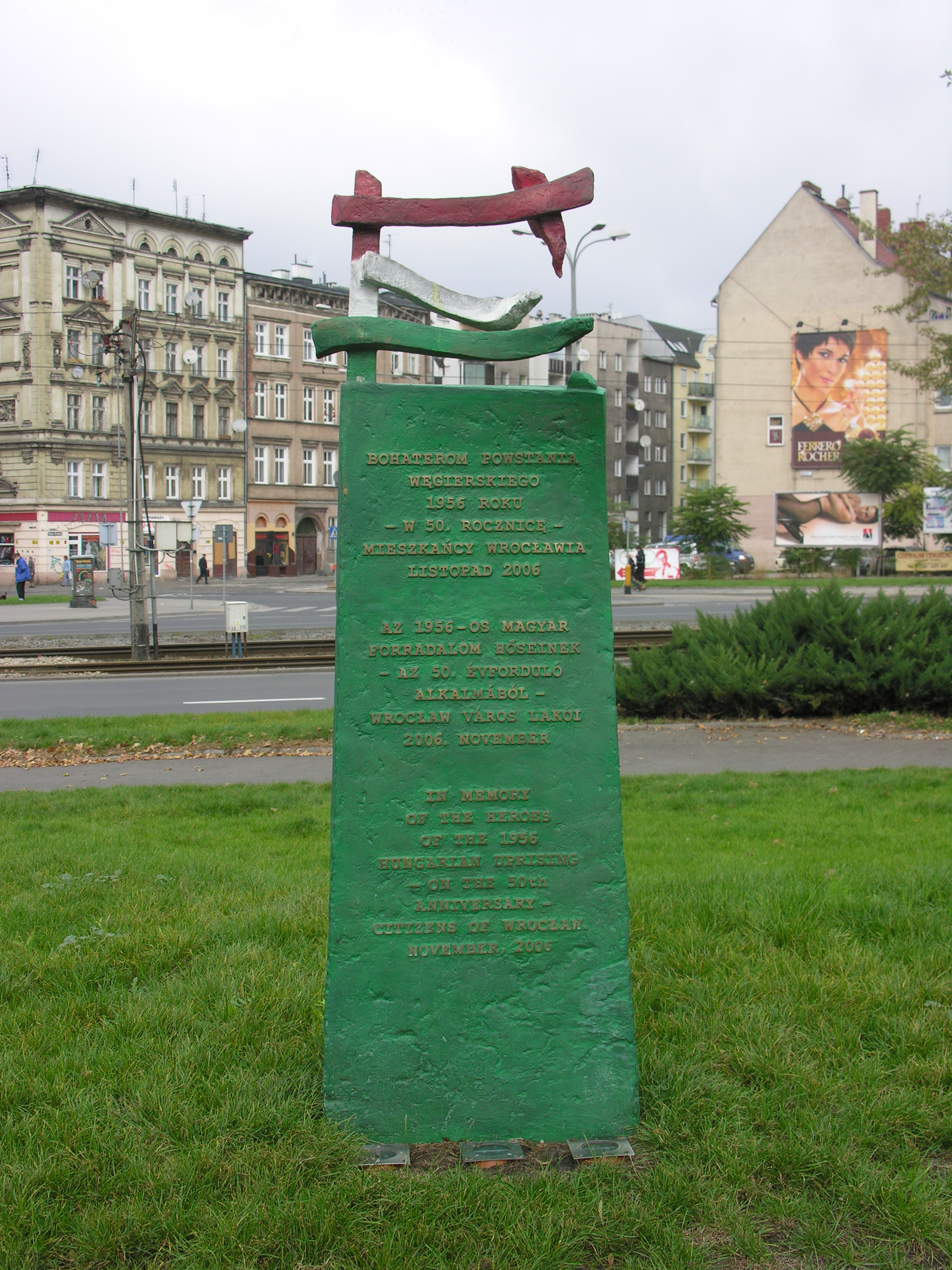
A boroszlói 56-os emlékmű, a forradalom 50. évfordulójára

## 2020-as évek
A két ország kapcsolatai az orosz-ukrán háború kitörése, majd Donald Tusk kormányának felállása után kihűltek, sőt ellenségességessé váltak. Mateusz Morawiecki akkori lengyel miniszterelnök 2022. július 23-án megerősítette Orbán Viktor szavaira válaszul, hogy „Lengyelország és Magyarország útjai elváltak”. Ennek okát abban látta, hogy hazája támogatni kívánja Ukrajnát, amelyet brutális orosz támadás ért, és amelynek integritását veszély fenyegeti, míg Magyarország ezzel szemben csupán két szláv nemzet háborújának tekinti a konfliktust. 2023-ban felmérést végeztek, amely megállapította, hogy a lengyelek körében 21 ponttal esett a magyarok iránti szimpátia az ukrán háború kitörése után, és ezzel a megelőző harminc év legalacsonyabb szintjére zuhant. A vizsgált 20 ország és nép közül a 12. helyre esett vissza, épphogy megelőzi a németeket és a zsidókat.